# Glomeris stammeri
Glomeris stammeri är en mångfotingart som beskrevs av Karl Wilhelm Verhoeff 1939. Glomeris stammeri ingår i släktet Glomeris och familjen klotdubbelfotingar. Inga underarter finns listade i Catalogue of Life.